# Wrongful Death
Wrongful Death ist ein kroatischer Thriller aus dem Jahr 2023 von Vjekoslav Katusin in dem Eric Roberts und Michael Paré in Nebenrollen zu sehen sind.

## Handlung
Wrongful Death erzählt eine Geschichte über Glaube, Rache und die unzerstörbare Eltern-Kind-Bindung, auch über den Tod hinaus. Eric Roberts (Senator McElroy) und Michael Paré (David Moore) spielen beide Väter, die aus unterschiedlichen Welten stammen. David Moore ist am Boden zerstört und bereit, alles zu tun, um die Wahrheit über den ungerechtfertigten Tod seines Sohnes herauszufinden und diesen zu rächen, während Senator McElroy in der Lage ist, alle legalen und nicht legalen Mittel einzusetzen, um seine verschwundene Tochter Sophie (Isabella Brenza) zu finden. Im Kern sind sich beide sehr ähnlich und dennoch in ihrer Herangehensweise sehr unterschiedlich.

## Produktion
Nach dem Mystery-Thriller C.L.E.A.N. (2020) und Unbound Evil (2022) begannen Anfang 2023 die Dreharbeiten für Wrongful Death in Kroatien. Der Verantwortliche für die VFX ist Sebastian Khayat, der für seine Arbeit an Avengers: Endgame, Dumbo, Shazam! und Hellboy – Call of Darkness bekannt wurde.

## Rezeption
Die Weltpremiere von Wrongful Death, an der auch Franco Nero teilnahm, fand am 1. September 2023 im Mathäser Filmpalast in München / Deutschland statt. Im Nachgang erhielt der Film mehrere Auszeichnungen diverser internationaler Filmfestivals. Die Distribution übernimmt RetroGold63.
| Jahr | Auszeichnung                            | Kategorie              | Preisträger       | Ergebnis |
| 2023 | Oniros Film Awards                      | Best Actress           | Isabella Brenza   | Gewonnen |
| 2023 | Oniros Film Awards                      | Best Director          | Vjekoslav Katusin | Gewonnen |
| 2023 | Oniros Film Awards                      | Best Thriller Film     | Vjekoslav Katusin | Gewonnen |
| 2023 | New York Cinematography Awards          | Best Director          | Vjekoslav Katusin | Gewonnen |
| 2023 | Halo International Film Festival        | Best Color Editing     | Maximilian Duwe   | Gewonnen |
| 2023 | Halo International Film Festival        | Best Original Score    | Josef Rona        | Gewonnen |
| 2023 | Vegas Movie Awards                      | Best Film of the Month | Vjekoslav Katusin | Gewonnen |
| 2023 | Vegas Movie Awards                      | Best Director          | Vjekoslav Katusin | Gewonnen |
| 2023 | Vegas Movie Awards                      | Best Supportin Actor   | Michael Paré      | Gewonnen |
| 2023 | Vegas Movie Awards                      | Best Actress           | Isabella Brenza   | Gewonnen |
| 2023 | Vegas Movie Awards                      | Best Cinematographer   | Kresimir Knezovic | Gewonnen |
| 2023 | New York International Film Award       | Best Thriller Film     | Vjekoslav Katusin | Gewonnen |
| 2023 | Dreamachine International Film Festival | Best Supporting Actor  | Eric Roberts      | Gewonnen |